# Български баскетболисти в чужбина
| Баскетболист            | Отбор                              | Позиция                   | Мачове | Период      | Дивизия                      |
| ----------------------- | ---------------------------------- | ------------------------- | ------ | ----------- | ---------------------------- |
| Александър Стоименов    | Войводина (Нови Сад)               | гард                      |        | 2025 -      | Лига 1                       |
| Йордан Минчев           | Спиру Шарльороа                    | крило                     |        | 2024 -      |                              |
| Ива Георгиев            | Арад                               |                           |        | 2022 -      |                              |
| Веселин Веселинов       | Риди Баскет                        |                           |        | 2023 -      |                              |
| Николай Вангелов        | Васкеал Флаш Баскет                | център                    |        | 2022 -      | Лига 2                       |
| Илиян Вангелов          | Юниор Казале                       |                           |        | 2016 -      | серия А2                     |
| Роксана Йорданова       | Антс Баскет Витербо                |                           |        | 2016 -      | втора дивизия                |
| Борислав Младенов       | Латина                             |                           |        | 2023-       | Серия А2                     |
| Георги Сираков          | СК Виртус (Поцуоли)                |                           |        | 2022 -      | Серия Б                      |
| Христо Захариев         | Палаканестро Триест 2004           |                           |        | 2016 -      | серия А2 Източна конференция |
| Катрин Стоичкова        | Ровиго                             |                           |        | 2024-       | серия А2                     |
| Ерик Димитров           | Еър баскет (Термоли)               |                           |        | 2023 -      | Серия С                      |
| Милен Костов            | Баскет Чефалу                      | гард                      |        | 2019-       | Серия Д                      |
| Александра Петрова      | Полистпортива (Гали)               |                           |        | 2023 -      | Серия А2, група А            |
| Илияна Георгиева        | Джоли (Ливорно)                    |                           |        | 2024 -      | Серия А2                     |
| Юлияна Вълчева          | Полиспортива Батипалезе (Батипаля) | крило                     |        | 2025 -      | Серия А1                     |
| Иван Лилов              | БК Дебрецен                        | крило                     |        | 2017 -      |                              |
| Теодора Динева          | БК Кибиркщис (Вилнюс)              |                           |        | 2023 -      |                              |
| Алекс Симеонов          | Гипускоа                           |                           |        | 2017 -      |                              |
| Емил Стоилов            | Естия Менорка (Маон)               | център                    |        | 2022 - 2023 | 3 лига/LEB Oro (2 лига)      |
| Павлин Иванов           | Естия Менорка (Маон)               |                           |        | 2024-       | LEB Oro (2 лига)             |
| Константин Костадинов   | Лусентум (Аликанте)                |                           |        | 2023 -      | LEB Oro (2 лига) (наем)      |
| Симеон Лепичев          | Мелиля                             |                           |        | 2023 -      |                              |
| Борислава Христова      | Хирона                             |                           |        | 2024 -      |                              |
| Чавдар Костов           | Работнички (Скопие)                | Леко крило, Атакуващ гард |        | 2017 -      | Македонска Първа лига        |
| Атанас Пенев            | ФК Шалке 04                        |                           |        | 2016 -      | западна регионална лига      |
| Любен Пасков            | БГ Дорстен                         |                           |        | 2016 -      | западна регионална лига      |
| Никола-Александър Жеков | БК Фелбах                          |                           |        | 2022 -      | 4 дивизия                    |
| Марин Маринов           | БК Фелбах                          |                           |        | 2022 -      | 4 дивизия                    |
| Анелия Драганова        | Брауншвайг – Волфенбютел           |                           |        | 2015 -      |                              |
| Диана Войнова           | БК Фармасерв Марбург               | гард / център             |        | 2016 -      | ДББЛ                         |
| Карина Константинова    | БК Келтерн                         |                           |        | 2024 -      |                              |
| Спас Николов            | Ланкашър Спинърс                   |                           |        | 2017 -      | NBL D1 (Втора дивизия)       |
| Христо Николов          | Стал Остров Виелкополски           |                           |        | 2015 -      | Таурон лига                  |
| Александър Везенков     | Олимпиакос (Пирея)                 | тежко крило               |        | 2024 -      | А1                           |
| Христина Тютюнджиева    | Арис (Солун)                       |                           |        | 2024 -      |                              |
| Кирил Райков            | Тромсьо Сторм                      |                           |        | 2016 -      |                              |
| Симеон Иванов           | Фюрстенфелд                        |                           |        | 2016 -      |                              |
| Станимир Маринов        | Сигал Прищина                      |                           |        | 2016 -      |                              |
| Георги Боянов           | Кефлавик                           |                           |        | 2019-       | ИР                           |
| Ивана Николова          | Левхарти (Хомутов)                 |                           |        | 2024-       |                              |
| Деана Стояновска        | Кара Трутнов                       |                           |        | 2024 -      |                              |
| Алекс Симеонов          | Борас Баскет                       |                           |        | 2020 -      |                              |
| Мартин Ангелов          | Джърси Солджърс                    |                           |        | 2016 -      | 'NJCAA                       |
| Ива Георгиева           | Солт Лейк                          |                           |        | 2016 -      | 'NJCAA                       |
| Мария Костуркова        | Вашингтон Стейт                    |                           |        | 2016 -      | 'конференция Pac-12          |
| Кристиян Ставрев .      | Уибър Стейт                        |                           |        | 2016 -      | 'NCAA                        |
| Ива Костова             | Амбисион Жиронден (Бордо)          |                           |        | 2022 -      | НФ2 дивизия                  |
| Кръстан Кръстанов       | Чойерос (Сан Хосе дел Кабо)        |                           |        | 2023 -      |                              |

Информацията е актуална към 21 януари 2025 г.

## Австрия
| Баскетболист    | Отбор              | Позиция                  | Мачове | Период      | Дивизия |
| --------------- | ------------------ | ------------------------ | ------ | ----------- | ------- |
| Александър Янев | УБК Гюсинг Найтс   | леко крило атакуващ гард |        | 2014 – 2015 | ÖBL     |
| Чавдар Костов   | УБК Гюсинг Найтс   | Леко крило Атакуващ гард |        | 2014 – 2015 | ÖBL     |
| Силвия Байрева  | Пауър Тайгърс Уелс |                          |        | 2006 – 2007 |         |
| Симеон Иванов   | Фюрстенфелд        |                          |        | 2016 -      |         |
| Иван Алипиев    | Аркадия            |                          |        | 2022        |         |

## Англия
| Баскетболист | Отбор            | Позиция | Мачове | Период | Дивизия                |
| ------------ | ---------------- | ------- | ------ | ------ | ---------------------- |
| Спас Николов | Ланкашър Спинърс |         |        | 2017 - | NBL D1 (Втора дивизия) |

## Андора
| Баскетболист  | Отбор                   | Позиция | Мачове | Период      | Дивизия  |
| ------------- | ----------------------- | ------- | ------ | ----------- | -------- |
| Калоян Иванов | Андора (Андора ла Веля) |         |        | 2014 – 2015 | Liga ACB |

## Аржентина
| Баскетболист    | Отбор                   | Позиция                  | Мачове | Период      | Дивизия |
| --------------- | ----------------------- | ------------------------ | ------ | ----------- | ------- |
| Павел Иванов    | Баия Бланка             |                          | 19     | 2015 – 2016 | ЛНБ     |
| Александър Янев | Сан Мартин де Кориентес | леко крило атакуващ гард | 24     | 2015 – 2016 | ЛНБ     |

## Белгия
| Баскетболист  | Отбор            | Позиция     | Мачове | Период      | Дивизия   |
| ------------- | ---------------- | ----------- | ------ | ----------- | --------- |
| Янко Джукев   | Баскет-Пал Арлон | тежко крило | 13     | 2006 – 2007 |           |
| Йордан Минчев | Спиру Шарльороа  | крило       |        | 2024 -      |           |
| Иван Алипиев  | Антверп Джайънтс |             |        | 2024        | BNXT Лига |

## Великобритания
| Баскетболист   | Отбор                    | Позиция | Мачове | Период      | Дивизия |
| -------------- | ------------------------ | ------- | ------ | ----------- | ------- |
| Силвия Байрева | Баскетболна Академия Аби |         |        | 2006 – 2007 |         |

## Венецуела
| Баскетболист    | Отбор                             | Позиция | Мачове | Период | Дивизия |
| --------------- | --------------------------------- | ------- | ------ | ------ | ------- |
| Деян Иванов     | Буканерос де ла Гуайра (Маикетиа) |         |        | 2016   |         |
| Александър Янев | Сан Мартин де Кориентес           |         | 24     | -2016  |         |

## Германия
| Баскетболист            | Отбор                     | Позиция       | Мачове      | Период      | Дивизия                 |
| ----------------------- | ------------------------- | ------------- | ----------- | ----------- | ----------------------- |
| Илиян Евтимов           | Дойче Банк Скайлайнър     |               |             | 2006 – 2008 | Първа бундеслига        |
| Полина Хаджиянкова      | Рентроп (Бон) Хале Лайънс |               |             | 2008 2009   |                         |
| Атанас Пенев            | Шалке 04                  |               |             | 2016 -      | западна регионална лига |
| Любен Пасков            | БГ Дорстен                |               |             | 2016 -      | западна регионална лига |
| Анелия Драганова        | Брауншвайг – Волфенбютел  |               |             | 2015 -      |                         |
| Диана Войнова           | БК Фармасерв Марбург      | гард / център |             | 2016 -      | ДББЛ                    |
| Георги Боянов           | Айнтрахт (Щайнсдорф)      |               | 2017 - 2018 | Про Б       |                         |
| Никола-Александър Жеков | БК Фелбах                 |               | 2022 -      | 2022-2024   | Pro B (3та)             |
| Марин Маринов           | БК Фелбах                 |               | 2022 -      | 4 дивизия   |                         |
| Емилиян Грудов          | Ред Девилс (Брамше)       |               | 2023        | 4 дивизия   |                         |
| Карина Константинова    | БК Келтерн                |               | 2024 -      |             |                         |

## Гърция
| Баскетболист        | Отбор                                | Позиция                  | Мачове | Период                                   | Дивизия  |
| ------------------- | ------------------------------------ | ------------------------ | ------ | ---------------------------------------- | -------- |
| Гергана Брънзова    | Астерас Ексархион                    |                          |        |                                          |          |
| Димитър Ангелов     | БК Арис (Солун) Олимпия Лариса       |                          | 26 21  | 2002 – 2003 2007 – 2008                  |          |
| Христо Захариев     | Панатинайкос (баскетбол)             |                          |        | 2007 – 2008                              |          |
| Лидия Върбанова     | Олимпиакос Глифада Паниониос Калитея |                          |        | 2009 – 2010 2010 – 2011 2011 – 2012 2013 |          |
| Александър Везенков | БК Арис (Солун) Олимпиакос (Пирея)   |                          |        | 2011 – 2015 2018 -                       | А1       |
| Александър Янев     | Унион Кавала                         | леко крило               |        | 2012                                     | А1       |
| Чавдар Костов       | Унион Кавала Кимис                   | Леко крило Атакуващ гард |        | 2012 – 2013 2016 2016 – 2017             | А1 Есаке |

## Израел
| Баскетболист        | Отбор            | Позиция | Мачове | Период      | Дивизия |
| ------------------- | ---------------- | ------- | ------ | ----------- | ------- |
| Лидия Върбанова     | Рамат Ашарон     |         |        |             |         |
| Eкатерина Димитрова | Макаби Рамат Хен |         |        | 2007 – 2008 |         |

## Иран
| Баскетболист  | Отбор                                                             | Позиция | Мачове | Период         | Дивизия |
| ------------- | ----------------------------------------------------------------- | ------- | ------ | -------------- | ------- |
| Филип Виденов | Азад Юнивърсити Техеран БК Петрохими Бандар Имам (Бендер-Махшехр) |         |        | 2015 2017-2018 |         |

## Исландия
| Баскетболист         | Отбор    | Позиция     | Мачове | Период      | Дивизия        |
| -------------------- | -------- | ----------- | ------ | ----------- | -------------- |
| Янко Джукев          | Тор АК   | тежко крило |        | 2007 – 2008 | Express League |
| Георги Боянов        | Кефлавик |             |        | 2019-       | ИР             |
| Карина Константинова | Кефлавик |             |        | 2023-       | ИР             |

## Испания
| Баскетболист          | Отбор | Позиция                  | Мачове | Период                                                 | Дивизия                                        |
| --------------------- | --- | ------------------------ | ------ | ------------------------------------------------------ | ---------------------------------------------- |
| Георги Глушков        | ТАУ Керамика |                          | 8      | 2003                                                   |                                                |
| Тодор Стойков         | Памеса Валенсия |                          |        | 2006 – 2007                                            | ACB                                            |
| Филип Виденов         | Реал (Мадрид) Кахасол Сан Фернандо (Севиля) Гранада                                                                                           |                          |        | 2006 2006 – 2007 2008 – 2009                           |                                                |
| Васко Евтимов         | Кахасол Сан Фернандо Групо Капитол Валядолид                                                                                                  |                          |        | 2002 – 2004 2006 – 2009                                |                                                |
| Деян Иванов           | Кахасол (Севиля) Менорка Туенти Мовил Естудиантес (Мадрид)                                                                                    |                          |        | 2006 2006 – 2007 2013 – 2014                           | LEB                                            |
| Калоян Иванов         | ВивеМенорка Манреса Кахасол (Севиля) Лусентум (Аликанте)                                                                                      |                          |        | 2006 – 2009 2009 – 2010 2010 – 2011 2011 – 2012        | АСВ                                            |
| Мария Цанкова         | Виаонети Винарос |                          |        | 2007 – 2008                                            |                                                |
| Радостина Димитрова   | Виаонети Винарос Бургос |                          |        | 2007 – 2008 2011                                       | Лига Феминина 2                                |
| Веселка Тодорова      | Ондарибия Ирун Екстругаса Кортегада (Вилагарсия де Аруса)                                                                                     |                          |        | 2007 – 2008 2011                                       |                                                |
| Йордан Бозов          | Бургос |                          |        | 2007 – 2008                                            |                                                |
| Даниела Петева        | Ибиса Понтеведра Бембибре |                          |        | 2010 – 2011 2011 – 2012 2013 – 2014                    |                                                |
| Евелина Гунева        | Бургос Кади ла Сеу (Сеу де Урхел) |                          |        | 2010 – 2011 2011                                       |                                                |
| Елена Янкова          | Чахеба 04 |                          |        | 2011                                                   |                                                |
| Христина Иванова      | Гран Канария (Лас Палмас де Гран Канария) |                          |        | 2011                                                   |                                                |
| Полина Хаджиянкова    | Кравик (Реус) |                          |        | 2011-2012                                              |                                                |
| Александър Янев       | Баскет Манреса | леко крило атакуващ гард |        | 2012 – 2013                                            | Лига Ендеса                                    |
| Александър Везенков   | ФК Барселона Ласса |                          |        | 2015 – 2018                                            | Лига Ендеса                                    |
| Жаклин Златанова      | Екстругаса Кортегада Гран Канария Ман-Филтер (Сарагоса) Ривас Екополис (Мадрид) Ман-Филтер (Сарагоса)                                         |                          |        | 2008 – 2009 2009 – 2010 2010 – 2011 2012 – 2013 2015 - |                                                |
| Алекс Симеонов        | Гипускоа |                          |        | 2017 -                                                 |                                                |
| Константин Костадинов | Реал Мадрид Б Палмер Алма Медитеранеа (Палма де Майорка) Леново Тенерифе (Сан Кристобал де ла Лагуна) Паленсия Балонсесто Лусентум (Аликанте) |                          |        | 2020-2021 2021-2022 2022 - 2022 - 2023 2023 -          | LEB Oro (2 лига)                               |
| Емил Стоилов          | Мовистар Естудиантес (Мадрид) Реал Каное (Мадрид) Мовистар Естудиантес (Мадрид) Естия Менорка (Маон)                                          | център                   |        | 2020 - 2022 2021 - 2022 2022 - 2023                    | 1/2 лиги 3 лига 2 лига 3 лига/LEB Oro (2 лига) |
| Павел Маринов         | Палмър Алма Медитеранеа (Палма де Майорка) |                          |        | 2022                                                   |                                                |
| Симеон Лепичев        | Мелиля |                          |        | 2023 -                                                 |                                                |
| Борислава Христова    | Хирона |                          |        | 2024 -                                                 |                                                |
| Павлин Иванов         | Естия Менорка (Маон) |                          |        | 2024-                                                  | LEB Oro (2 лига)                               |

## Италия
| Баскетболист        | Отбор | Позиция                     | Мачове                        | Период                                                | Дивизия                                                 |
| ------------------- | --- | --------------------------- | ----------------------------- | ----------------------------------------------------- | ------------------------------------------------------- |
| Георги Глушков      | Ювекасерта Баскет Сидис Реджо Емилия Фонтафреда Сиена Пискинола Глобо Изерния | тежко крило                 | 105 18 12 ?                   | 1986 – 90 1990 – 91 1996 – 97 2002 – 2003 2003 – 2005 |                                                         |
| Eкатерина Димитрова | Тера Сарда Алгеро |                             |                               | 2003 – 2005                                           |                                                         |
| Вене Венев          | Глобо Изерния |                             |                               | 2007 – 2008                                           | С2                                                      |
| Филип Виденов       | Солсоника Риети |                             |                               | 2008                                                  |                                                         |
| Даниела Георгиева   | Мерчеде Алегро |                             |                               | 2011                                                  |                                                         |
| Лиляна Илиева       | Фотоаматоре Флоренция |                             |                               | 2011                                                  |                                                         |
| Димана Георгиева    | Помеция |                             |                               | 2011                                                  |                                                         |
| Калоян Иванов       | Сидигас (Авелино) |                             |                               | 2012 – 2014                                           |                                                         |
| Георги Сираков      | Римини Крабс Пежо (Беневенто) Асси Баскет (Остуни) Мацео (Сан Северо) Монтекатини Фиорентина баскет Йонико Баскет (Таранто) Ауксилиум (Торино) Пистоя Баскет Ню Баскет Бриндизи Алфа Катания Порто Сант'ЕлпидиоНардо |                             |                               | 2015 – 2016 ? 2017 март - ? 2019 2019-                | серия Б ? серия А3 ? серия Б                            |
| Георги Сираков      | Нардо Виртус Поцуоли | гард                        |                               | 2019- 2022 -                                          | серия А3 Серия Б                                        |
| Деян Иванов         | Сутор (Монтегранаро) Чимберио (Варезе) Енел (Бриндизи) Ювеказерта (Казерта) Ауксилиум ЧУС (Торино) |                             |                               | 2009 – 2012 2013 2014 2014 – 2015 2015                |                                                         |
| Илиян Вангелов      | Юниор Казале |                             |                               | 2016 -                                                | серия А2                                                |
| Роксана Йорданова   | Антс Баскет Витербо |                             |                               | 2016 -                                                | втора дивизия                                           |
| Иван Лилов          | Палаканестро Киети Латина Баскет |                             |                               | 2015 – 2016 2016                                      | серия А2 Източна конференци серия А2 Западна конференци |
| Христо Захариев     | Палаканестро Триест 2004 |                             |                               | 2016 -                                                | серия А2 Източна конференция                            |
| Николай Вангелов    | Евробаскет Рома Казале Монферато ПМС Торино Сан Северо Норд Барезе Армани Милано Бенетон Тревизо Палестрина Куоре (Неапол) Пиаченца Бейкъри (Пиаченца) ПСА Сан Антимо                                                |                             |                               | 2017 2017-2018 2018 2020 2020-                        | серия А4 серия А2 серия В серия С                       |
| Деян Иванов         | Пистоя |                             |                               | 2017 – 2018                                           | серия А                                                 |
| Габриела Костова    | Санга (Милано) |                             |                               | 2018                                                  | серия А2                                                |
| Катрин Стоичкова    | Сан Салваторе (Селарджус) Ровиго |                             |                               | 2018 2024-                                            | серия А2                                                |
| Милен Костов        | Баскет Чефалу | 2019-                       | Серия Д                       |                                                       |                                                         |
| Павлин Иванов       | Блу Баскет 71 (Тревильо) |                             | 2019-2020                     | серия А2                                              |                                                         |
| Борислав Младенов   | Ривиера Банка (Римини) Виртус (Имола) Латина | 2020 - 2022 2022-2023 2023- | серия В серия C Голд Серия А2 |                                                       |                                                         |
| Иван Алипиев        | Латина | 2022 - 2024                 | Серия А2                      |                                                       |                                                         |
| Александра Петрова  | Гали | 2023 -                      | Серия А2, група А             |                                                       |                                                         |
| Гергана Иванова     | Палаканестро (Бреша) | 2024 -                      |                               |                                                       |                                                         |
| Юлияна Вълчева      | Полиспортива Батипалезе (Батипаля) | 2025 -                      | Серия А1                      |                                                       |                                                         |

## Кипър
| Баскетболист    | Отбор                      | Позиция | Мачове | Период      | Дивизия   |
| --------------- | -------------------------- | ------- | ------ | ----------- | --------- |
| Бойко Младенов  | Аполон Лимасол (баскетбол) |         |        | 2007 – 2008 |           |
| Петър Загоров   | Филипс Колидж              |         |        | 2007 – 2008 | Дивизия Б |
| Димитър Ангелов | Ахилеас Каймакли           |         |        | 2010 – 2011 |           |

## Косово
| Баскетболист     | Отбор         | Позиция | Мачове | Период | Дивизия |
| ---------------- | ------------- | ------- | ------ | ------ | ------- |
| Станимир Маринов | Сигал Прищина |         |        | 2016 - |         |

## Литва
| Баскетболист   | Отбор                   | Позиция | Мачове | Период      | Дивизия |
| -------------- | ----------------------- | ------- | ------ | ----------- | ------- |
| Деян Иванов    | Лиетувос Ритас (Вилнюс) |         |        | 2012 – 2013 |         |
| Теодора Динева | Кибиркщис (Вилнюс)      |         |        | 2023 -      |         |

## Мексико
| Баскетболист      | Отбор                       | Позиция | Мачове | Период | Дивизия |
| ----------------- | --------------------------- | ------- | ------ | ------ | ------- |
| Кръстан Кръстанов | Чойерос (Сан Хосе дел Кабо) |         |        | 2023 - |         |

| Баскетболист      | Отбор                       | Позиция | Мачове | Период | Дивизия |
| ----------------- | --------------------------- | ------- | ------ | ------ | ------- |
| Кръстан Кръстанов | Чойерос (Сан Хосе дел Кабо) |         |        | 2023 - |         |

## Северна Македония
| Баскетболист       | Отбор               | Позиция                   | Мачове | Период           | Дивизия               |
| ------------------ | ------------------- | ------------------------- | ------ | ---------------- | --------------------- |
| Маринела Агаларева | Охрид               |                           |        | 2002 – 2003      |                       |
| Лидия Върбанова    | Кимико Струга       |                           |        | 2004 – 2006 2013 |                       |
| Александър Янев    | Кожув (Гевгелия)    | леко крило атакуващ гард  |        | 2016             | Македонска Първа лига |
| Чавдар Костов      | Работнички (Скопие) | Леко крило, Атакуващ гард |        | 2017 -           | Македонска Първа лига |
| Йордан Минчев      | МЗТ Скопие          |                           |        | 2017 -           | Македонска Първа лига |

## Норвегия
| Баскетболист   | Отбор         | Позиция | Мачове | Период | Дивизия |
| -------------- | ------------- | ------- | ------ | ------ | ------- |
| Галин Михайлов | Тромсьо Сторм |         |        | 2006 - |         |
| Кирил Райков   | Тромсьо Сторм |         |        | 2016 - |         |

## Полша
| Баскетболист       | Отбор                    | Позиция | Мачове | Период      | Дивизия            |
| ------------------ | ------------------------ | ------- | ------ | ----------- | ------------------ |
| Маринела Агаларева | Полфа Пабианце           |         |        | 2006 – 2007 |                    |
| Румяна Николовска  | Полфа Пабианце           |         |        | 2007 – 2008 |                    |
| Филип Виденов      | Асеко Проком (Гдиня)     |         |        | 2010 – 2011 |                    |
| Христо Николов     | Стал Остров Виелкополски |         |        | 2016 -      |                    |
| Борислава Христова | Гожув Виелкополски       |         |        | 2020 - 2022 | Баскет лига Кобиет |

## Португалия
| Баскетболист       | Отбор | Позиция | Мачове | Период | Дивизия |
| ------------------ | ----- | ------- | ------ | ------ | ------- |
| Веселин Господинов |       |         |        |        |         |

## Румъния
| Баскетболист       | Отбор                                                                | Позиция | Мачове | Период                            | Дивизия                  |
| ------------------ | -------------------------------------------------------------------- | ------- | ------ | --------------------------------- | ------------------------ |
| Силвия Байрева     | Ливас Търговище                                                      |         |        |                                   |                          |
| Маринела Агаларева | БК Университатя Василе Голдиш ИЧИМ Арад                              |         |        | 2007 – 2008                       |                          |
| Павел Маринов      | Динамо (Букурещ) Арджеш (Питещи) Стяуа (Букурещ) Атлетик (Констанца) |         |        | 2016 2016 – 2017 2017 - 2018 2021 | Дивизия А Лига Национала |
| Веселин Веселинов  | Тимишоара                                                            |         |        | 2016 -                            | Дивизия А                |
| Станимир Маринов   | Клуж                                                                 |         |        | 2018 - 2019                       | Дивизия А                |
| Борислава Христова | Сепси (Сфънтул Георге)                                               |         |        | 2022 - 2024                       |                          |
| Ива Георгиева      | Арад                                                                 |         |        | 2022 -                            |                          |
| Павлин Иванов      | ЧСУ (Сибиу)                                                          |         |        | 2023-                             | Дивизия А                |

## Русия
| Баскетболист       | Отбор                                  | Позиция | Мачове | Период           | Дивизия            |
| ------------------ | -------------------------------------- | ------- | ------ | ---------------- | ------------------ |
| Маринела Агаларева | Динамо Курск                           |         |        | 2004 – 2005      |                    |
| Деян Иванов        | Автодор (Саратов)                      |         |        | 2004 – 2005      | Обединена ВТБ лига |
| Калоян Иванов      | Автодор (Саратов)                      |         |        | 2004 – 2005      | Обединена ВТБ лига |
| Филип Виденов      | Нижний Новгород Красные крыля (Самара) |         |        | 2012 2014 – 2015 |                    |

## Саудитска Арабия
| Баскетболист    | Отбор | Позиция | Мачове | Период | Дивизия |
| --------------- | ----- | ------- | ------ | ------ | ------- |
| Георги Младенов |       |         |        | 1997   |         |

## САЩ
| Баскетболист       | Отбор                                                                            | Позиция | Мачове | Период      | Дивизия             |
| ------------------ | -------------------------------------------------------------------------------- | ------- | ------ | ----------- | ------------------- |
| Гергана Брънзова   | Детройт Шок                                                                      |         |        |             | WNBA                |
| Полина Цекова      | Хюстън Кометс                                                                    | център  | 25     | 1999        | WNBA                |
| Георги Глушков     | Финикс Сънс                                                                      |         | 26     | 1985 – 86   | НБА                 |
| Лидия Върбанова    | Бойзи Юнивърсити                                                                 |         |        | 1990 – 1994 | NCAA                |
| Вера Перостийска   | Флорида Интернешънъл Юнивърсити                                                  |         |        | 1998 – 2002 |                     |
| Веселин Веселинов  | Юнивърсити Уест Вирджиния Стейт                                                  |         |        |             | NCAA2               |
| Полина Хаджиянкова | АЙОНА колидж                                                                     |         |        | 2005 – 2008 |                     |
| Симеон Лепичев     | Канкаки Кавалиърс                                                                |         |        | 2016 -      |                     |
| Ива Георгиева      | Солт Лейк                                                                        |         |        | 2016 -      | 'NJCAA              |
| Борислава Христова | Вашингтон Стейт                                                                  |         |        | 2016 -      | 'конференция Pac-12 |
| Мария Костуркова   | Вашингтон Стейт                                                                  |         |        | 2016 -      | 'конференция Pac-12 |
| Кристиян Ставрев   | Уибър Стейт                                                                      |         |        | 2016 -      | 'NCAA               |
| Юлияна ВЪлчева     | Тексас Юнивърсити (Сан Антонио Уестърн Небраска Колидж Инкарнейт Уърд Юнивърсити |         |        | 2020 -      |                     |

## Словакия
| Баскетболист        | Отбор                | Позиция     | Мачове | Период      | Дивизия     |
| ------------------- | -------------------- | ----------- | ------ | ----------- | ----------- |
| Гергана Брънзова    | Кошице               |             |        |             |             |
| Вера Перостийска    | К Черо Водс (Кошице) |             |        | 2007 – 2008 |             |
| Цветомир Чернокожев | Патриоти (Левице)    | тежко крило |        | 2020 -      | Еуровия СБЛ |

## Словения
| Баскетболист         | Отбор                     | Позиция | Мачове | Период      | Дивизия |
| -------------------- | ------------------------- | ------- | ------ | ----------- | ------- |
| Александър Стоименов | Терме Олимия (Подчетртек) | гард    |        | 2022 - 2025 |         |

## Сърбия
| Баскетболист         | Отбор                                  | Позиция | Мачове | Период           | Дивизия   |
| -------------------- | -------------------------------------- | ------- | ------ | ---------------- | --------- |
| Бойко Младенов       | Партизан (Белград) баскетбол           |         |        | 1988 – 2000      |           |
| Филип Виденов        | Цървена звезда (Белград) ФМП (Белград) |         |        | 2009 – 2010 2010 |           |
| Йордан Минчев        | КК Вършац                              |         |        | 2017 -           | Суперлига |
| Александър Стоименов | Войводина (Нови Сад)                   | гард    |        | 2025 -           | Суперлига |

## Турция
| Баскетболист      | Отбор                                                                                          | Позиция | Мачове | Период                              | Дивизия                      |
| ----------------- | ---------------------------------------------------------------------------------------------- | ------- | ------ | ----------------------------------- | ---------------------------- |
| Силвия Байрева    | Джейхан Беледиеси                                                                              |         |        |                                     |                              |
| Гергана Брънзова  | Фенербахче (Истанбул) Мигросспор Мерсин Метрополитан Мюнисипалити БК Бешикташ Кола Тюрка       |         |        |                                     |                              |
| Вера Перостийска  | Джейхан Беледиеси Чанкая Аръ Колежи (Анкара)                                                   |         |        | 2002 – 2003 2003 – 2007             | турска лига                  |
| Румяна Николовска | Бурхание Беледиспор                                                                            |         |        | 2004 – 2006                         | Първа дивизия                |
| Зоя Станоева      | Панкюп ТЕД (Кайсери)                                                                           |         |        | 2006 – 2008                         |                              |
| Филип Виденов     | Текел спор (Истанбул) Олин Одрин Баскет (Ескишехир)                                            |         |        | 2005 – 2006 2011 – 2012 2013        |                              |
| Калоян Иванов     | Трабзонспор Тофаш (Адана) Сокар Спор (Измир)                                                   |         |        | 2015 2015 – 2017 2017 – 2018        | втора дивизия супер лига TBL |
| Деян Иванов       | Йешилгиресун Беледийе (Гиресун) Роял Хали Газиантеп Йешилгиресун Беледийе (Гиресун) Самсун БК) |         |        | 2015 – 2016 2016 2016 – 2017 2017 - | турска лига                  |
| Йордан Минчев     | Фенербахче БК БК Истанбул ББ                                                                   |         |        | 2016 - 2018-                        | турска лига                  |

## Украйна
| Баскетболист      | Отбор                   | Позиция | Мачове | Период      | Дивизия |
| ----------------- | ----------------------- | ------- | ------ | ----------- | ------- |
| Силвия Байрева    | Олимп НАЕК Южноукраинск |         |        |             |         |
| Димитър Ангелов   | БК Киев                 |         |        | 2005 – 2006 |         |
| Роксана Йорданова | Олимп НАЕК              |         |        | 2006 – 2008 |         |
| Калоян Иванов     | Донецк                  |         |        | 2012        |         |

## Унгария
| Баскетболист    | Отбор                | Позиция | Мачове | Период                  | Дивизия |
| --------------- | -------------------- | ------- | ------ | ----------------------- | ------- |
| Лидия Върбанова | Волан Будапеща       |         |        | 2006 – 2008 2008 – 2009 |         |
| Иван Лилов      | БК Сегед БК Дебрецен |         |        | 2016 – 2017 2017 -      |         |
| Йордан Минчев   | Орошлани Лайънс      |         |        | 2021 -                  |         |

## Франция
| Баскетболист        | Отбор                                                                            | Позиция                   | Мачове | Период             | Дивизия       |
| ------------------- | -------------------------------------------------------------------------------- | ------------------------- | ------ | ------------------ | ------------- |
| Цветан Антов        | СЕП Лориен Лил МБК                                                               |                           |        |                    | Насионал 1А   |
| Гергана Брънзова    | Шаон Реймс                                                                       |                           |        |                    |               |
| Георги Младенов     | Стад Набелион                                                                    |                           |        | 1991 – 1992        |               |
| Филип Виденов       | СЛУК Нанси                                                                       |                           |        | 2004 – 2005        |               |
| Бойко Неделчев      | Кроа д’Аржан (Монпелие)                                                          | гард, крило, център       |        | 2005 – 2006        | Про Б         |
| Жаклин Златанова    | Тарб                                                                             |                           |        | 2004 – 2008        |               |
| Екатерина Димитрова | Баскет Ланд                                                                      |                           |        | 2011 – 2016        |               |
| Александър Янев     | Булон сюр Мер                                                                    | леко крило, атакуващ гард |        | 2016 – 2017        | втора дивизия |
| Илиан Евтимов       | ЕЛАН Шаон Шоле Баскет                                                            |                           |        | 2010 – 2016 2016 - | Про А         |
| Павел Маринов       | Лил Каен Баскет Калвадос                                                         |                           |        | 2017 2018-2019     |               |
| Ива Костова         | Понконе баскет (Льо Понконе) Атлантик баскет Пеи Рошле Амбисион Жиронден (Бордо) |                           |        | 2019 - 2022 -      | НФ2 дивизия   |
| Станимир Маринов    | Белие дьо Кемпер                                                                 |                           |        | 2019               | ЛНБ, Про В    |
| Николай Вангелов    | Васкеал Флаш Баскет                                                              | център                    |        | 2022 -             | Лига 2        |

## Хърватия
| Баскетболист       | Отбор          | Позиция | Мачове | Период                  | Дивизия |
| ------------------ | -------------- | ------- | ------ | ----------------------- | ------- |
| Филип Виденов      | КК Сплит       |         |        | 2003                    |         |
| Маринела Агаларева | КК Госпич      |         |        | 2003 – 2004             |         |
| Деян Иванов        | КК Сплит Задар |         |        | 2007 – 2008 2008 – 2009 |         |
| Александър Янев    | КК Задар       |         |        | 2017 -                  | А1 лига |
| Веселин Веселинов  | Риди Баскет    |         |        | 2023 -                  |         |

## Чехия
| Баскетболист   | Отбор              | Позиция | Мачове | Период | Дивизия |
| -------------- | ------------------ | ------- | ------ | ------ | ------- |
| Ивана Николова | Левхарти (Хомутов) |         | 2024-  |        |         |

## Швейцария
| Баскетболист       | Отбор          | Позиция | Мачове | Период    | Дивизия |
| ------------------ | -------------- | ------- | ------ | --------- | ------- |
| Полина Хаджиянкова | Хелиос (Ветро) |         |        | 2009-2010 |         |
| Веселин Веселинов  | Люцерн         |         |        | 2016 -    | LNA     |

## Швеция
| Баскетболист   | Отбор        | Позиция | Мачове | Период | Дивизия |
| -------------- | ------------ | ------- | ------ | ------ | ------- |
| Алекс Симеонов | Борас Баскет |         |        | 2020 - |         |